# Himmerland Rundt 2019
Himmerland Rundt 2019 var den 9. udgave af cykelløbet Himmerland Rundt. Løbet var en del af UCI Europe Tour-kalenderen og blev arrangeret 4. maj 2019. Løbet blev vundet af danske Niklas Larsen fra Team ColoQuick.

## Hold og ryttere
| Professionelt kontinentalhold | Professionelt kontinentalhold | Professionelt kontinentalhold |
| Holdets navn                  | Land                          | Kode                          |
| ----------------------------- | ----------------------------- | ----------------------------- |
| Riwal Readynez Cycling Team   | Danmark                       | RIW                           |

| Kontinentalhold                    | Kontinentalhold | Kontinentalhold |
| Holdets navn                       | Land            | Kode            |
| ---------------------------------- | --------------- | --------------- |
| Team Waoo                          | Danmark         | WAO             |
| Team ColoQuick                     | Danmark         | TCQ             |
| BHS-Almeborg Bornholm              | Danmark         | ABB             |
| Team Coop                          | Norge           | TCO             |
| Uno-X Norwegian Development Team   | Norge           | UXT             |
| Joker Fuel of Norway               | Norge           | JFN             |
| Memil-CCN Pro Cycling              | Sverige         | MPC             |
| Team Sauerland NRW p/b SKS Germany | Tyskland        | SVL             |
| Monkey Town-á Bloc CT              | Holland         | MTA             |

| Regional- og klubhold         | Regional- og klubhold | Regional- og klubhold |
| Holdets navn                  | Land                  | Kode                  |
| ----------------------------- | --------------------- | --------------------- |
| Team AURA Energi-JS.dk        | Danmark               | -                     |
| Team Herning CK Elite         | Danmark               | -                     |
| IBT-Ridley Carl Ras-Sydkysten | Danmark               | -                     |
| Team OK Kvickly Odder         | Danmark               | -                     |
| O.B. Wiik-Dan Stillads        | Danmark               | -                     |
| Team Integra Advokater-Giant  | Danmark               | -                     |
| Asker CK Elite                | Norge                 | -                     |
| Glåmdal SK                    | Norge                 | -                     |
| TVK Elite                     | Norge                 | -                     |
| Lillehammer CK                | Norge                 | -                     |
| IK Hero                       | Norge                 | -                     |
| Team Ringeriks Kraft U23      | Norge                 | -                     |
| Sandness Sykleklubb           | Norge                 | -                     |
| Kristiansand CK               | Norge                 | -                     |
| Oslofjord Cycling Team        | Norge                 | -                     |
| Sandefjord Elite              | Norge                 | -                     |
| Maifracing                    | Sverige               | -                     |
| Ryska Posten                  | Sverige               | -                     |
| Team Ormsalva-Bianchi         | Sverige               | -                     |

## Resultater
| \| Samlede stilling \| Samlede stilling \| Samlede stilling \| Samlede stilling \| Samlede stilling \| \| Rytter \| Rytter \| Hold \| Tid \| \| \| ---------------- \| --------------------------- \| ---------------------------------- \| ---------------- \| ---------------- \| \| 1. \| Niklas Larsen \| ColoQuick \| 4t 36' 54" \| \| \| 2. \| Nicolai Brøchner \| Riwal Readynez \| + 0" \| \| \| 3. \| Bas van der Kooij \| Monkey Town-À Bloc CT \| + 0" \| \| \| 4. \| Trond Trondsen \| Team Coop \| + 0" \| \| \| 5. \| Michael Carbel \| Waoo \| + 0" \| \| \| 6. \| Nicklas Amdi Pedersen \| BHS-Almeborg Bornholm \| + 0" \| \| \| 7. \| Kristoffer Skjerping \| Uno-X Norwegian Development \| + 0" \| \| \| 8. \| Fridtjof Røinås \| Joker Fuel of Norway \| + 0" \| \| \| 9. \| Adam Ťoupalík \| Team Sauerland NRW p/b SKS Germany \| + 0" \| \| \| 10. \| Erik Nordsæter Resell \| Uno-X Norwegian Development \| + 0" \| \| \| 11. \| Sondre Midtsveen Fredriksen \| Team Ringerikskraft \| + 0" \| \| \| 12. \| Mads Østergaard Kristensen \| Herning CK Elite \| + 0" \| \| \| 13. \| Søren Wærenskjold \| Joker Fuel of Norway \| + 0" \| \| \| 14. \| Oliver Wulff Frederiksen \| IBT-Ridley Carl Ras-Sydkysten \| + 0" \| \| \| 15. \| Mads Rahbek \| BHS-Almeborg Bornholm \| + 0" \| \| |                             |                                    |            |
| |                             |                                    |            |
| Kilde: ProCyclingStats |                             |                                    |            |
| Samlede stilling |                             |                                    |            |
| Rytter | Rytter                      | Hold                               | Tid        |
| 1. | Niklas Larsen               | ColoQuick                          | 4t 36' 54" |
| 2. | Nicolai Brøchner            | Riwal Readynez                     | + 0"       |
| 3. | Bas van der Kooij           | Monkey Town-À Bloc CT              | + 0"       |
| 4. | Trond Trondsen              | Team Coop                          | + 0"       |
| 5. | Michael Carbel              | Waoo                               | + 0"       |
| 6. | Nicklas Amdi Pedersen       | BHS-Almeborg Bornholm              | + 0"       |
| 7. | Kristoffer Skjerping        | Uno-X Norwegian Development        | + 0"       |
| 8. | Fridtjof Røinås             | Joker Fuel of Norway               | + 0"       |
| 9. | Adam Ťoupalík               | Team Sauerland NRW p/b SKS Germany | + 0"       |
| 10. | Erik Nordsæter Resell       | Uno-X Norwegian Development        | + 0"       |
| 11. | Sondre Midtsveen Fredriksen | Team Ringerikskraft                | + 0"       |
| 12. | Mads Østergaard Kristensen  | Herning CK Elite                   | + 0"       |
| 13. | Søren Wærenskjold           | Joker Fuel of Norway               | + 0"       |
| 14. | Oliver Wulff Frederiksen    | IBT-Ridley Carl Ras-Sydkysten      | + 0"       |
| 15. | Mads Rahbek                 | BHS-Almeborg Bornholm              | + 0"       |